# Колумбийский прыгун
Колумбийский прыгун (лат. Cheracebus medemi) — вид приматов из семейства саковых. В 2016 году согласно молекулярно-генетическим исследованиям Byrne с коллегами перенесли вид из рода Callicebus в род Cheracebus. Видовое название дано в честь немецкого зоолога Фридриха Медема (1912—1984).

## Описание
Голова, ступни задних конечностей и кисти передних конечностей, хвост, брюхо и грудь в основном чёрные, горло белое. Отличается от других видов рода Cheracebus равномерным чёрным цветом шерсти по всему телу.

## Распространение
Представители вида встречаются в колумбийской части Амазонии между реками Жапурой и Путумайо в департаменте Путумайо и в южной части департамента Какета.

## Поведение
Населяют как первичные, так и вторичные леса. В рационе фрукты, листья, насекомые и семена. Моногамны. Образуют небольшие семейные группы. Территория группы от 1,5 до 30 км, в поисках пищи преодолевают от 0,5 до 1,5 км в день.

## Статус популяции
Международный союз охраны природы относит колумбийского прыгуна к «Уязвимым видам». По оценкам на 2008 год численность популяции сократилась более, чем на 30 % за 25 лет (3 поколения). Основная угроза популяции — разрушение среды обитания, особенно это актуально для южной Колумбии.